# Militärschule Saint-Cyr
Die Militärschule Saint-Cyr ([sɛ̃ siʁ]; ESM St-Cyr – École spéciale militaire de Saint-Cyr) in Coëtquidan, gegründet im Jahre 1802, ist die Offizierschule des französischen Heeres. Ihr Motto ist: Ils s’instruisent pour vaincre („Sie lernen, um zu siegen“). Es handelt sich um eine Elitehochschule, die den Besuch von Vorbereitungsklassen nach dem französischen Abitur voraussetzt.

## Geschichte

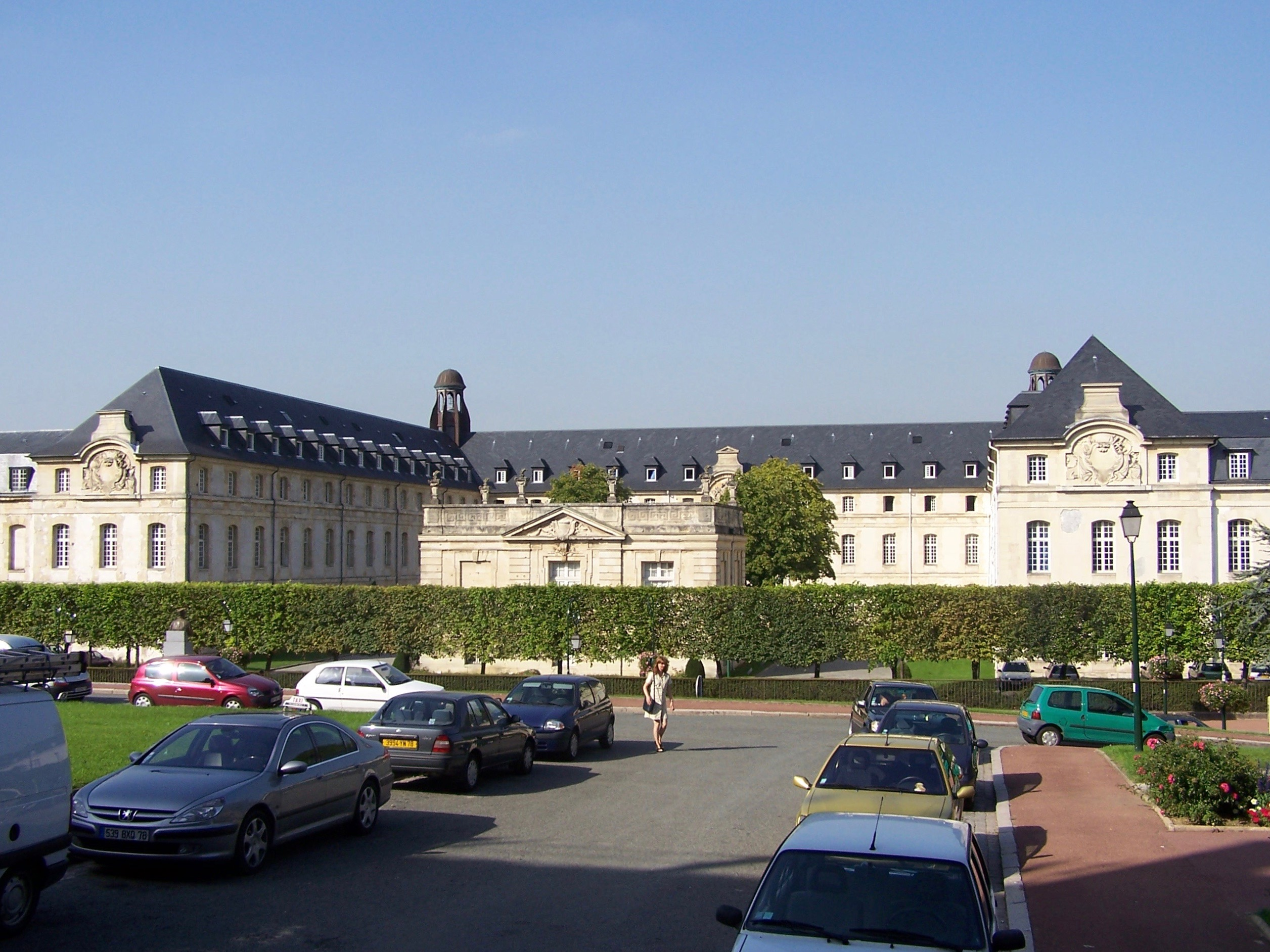
Gebäude in Saint-Cyr-l’École, Standort der Militärschule 1808–1945

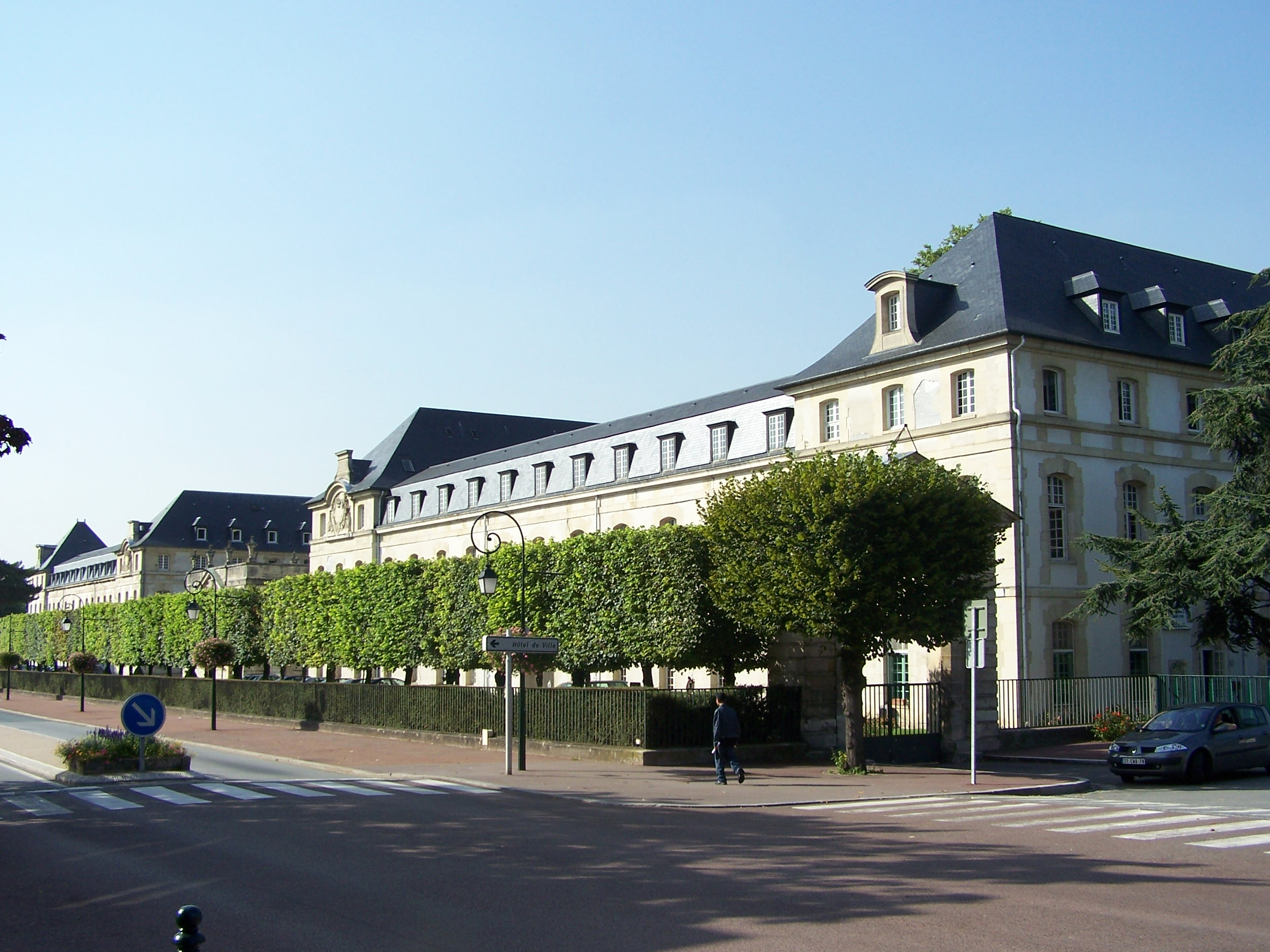
Gebäude in Saint-Cyr-l’École, Standort der Militärschule 1808–1945

Am 1. Mai 1802 wurde in Fontainebleau durch Napoleon eine militärische Fachschule gegründet. Diese École spéciale militaire wurde 1808 in das namensgebende Saint-Cyr-l’École verlegt, wo sie die Gebäude des ehemaligen Maison Royale de Saint-Louis bezog. Standort der Offizierschule ist seit 1945 Coëtquidan in der Bretagne.
Die Schule wurde im Verlauf ihrer Geschichte mehrmals umorganisiert und bildete Anfang des 20. Jahrhunderts die Offiziere der Infanterie, der Kavallerie sowie für die Kolonialarmee aus. Die früheren Mitglieder gehörten stets zur Elite des französischen Offizierskorps. Die Schule bildete ein Bataillon zu sechs Kompanien. Kommandant war ein Brigade- oder Divisionsgeneral mit den Rechten eines Kommandierenden Generals. Nach erfolgreichem Abschluss traten die Zöglinge als Sous-Lieutenants in das Heer ein.
Am 30. Oktober 2012 starb bei einem Initiationsritual (bizutage) der Rekrut Jallal Hami. Schüler des zweiten Jahrganges hatten die Schüler des ersten Jahrganges genötigt, mit mehreren Kilogramm Ballast einen bis zu drei Meter tiefen eiskalten Teich zu durchqueren. Solche Rituale sind zwar seit 1998 verboten, aber dennoch bis heute weit verbreitet. Die Akademie verzögerte die Ermittlungen in dem Todesfall acht Jahre lang. Erst im November 2020 begann ein Prozess gegen sieben Verantwortliche.

## Absolventen
Die Absolventen werden auch als „saint-cyriens“ oder „cyrards“ bezeichnet. St. Cyr hat Verbindungen zu West Point, der Royal Military Academy Sandhurst und anderen Heeresoffizierschulen. Es gibt wechselseitige Besuche und regelmäßigen Austausch von Teilnehmern mit anderen Staaten. Es bestehen innerhalb Frankreichs Partnerschaften mit mehreren Grandes Ecoles und Universitäten.
Zu den berühmtesten Zöglingen zählen Philippe Pétain, der „Held von Verdun“ und spätere Staatspräsident des Vichy-Regimes, Charles de Gaulle, der zwischen 1908 und 1912 ausgebildet wurde und seit 1921 selbst als Lehrer an der Militärschule wirkte, und Jacques Massu, der unter anderem im Algerienkrieg diente. Auch Zine el-Abidine Ben Ali, der spätere tunesische Präsident, war Absolvent der Militärakademie.
Weitere bekannte Absolventen waren:
- Roland Bonaparte (1858–1924)
- Marcel Carpentier (1895–1977)
- François Certain de Canrobert (1809–1895)
- Charles de Foucauld (1858–1916)
- Joseph Gallieni (1849–1916)
- Maurice Gamelin (1872–1958)
- Georges Louis Gombeaud (1870–1963)
- Arthur Constantin Krebs (1850–1935)
- Jacques-Philippe Leclerc de Hauteclocque (1902–1947)
- Alphonse Juin (1888–1967)
- Aram Karamanoukian (1910–1996), syrischer Generalleutnant
- Jean de Lattre de Tassigny (1889–1952)
- Hubert Lyautey (1854–1934)
- Patrice de Mac-Mahon (1808–1893)
- Jacques Martin (1794–1874)
- Joseph de Goislard de Monsabert (1887–1981), Befehlshaber der frz. Besatzungstruppen in Deutschland (1945)
- Maximilian Georg Joseph Neumayer (1789–1866), deutschstämmiger General aus Rheinhessen
- Aimable Pélissier (1794–1864)
- Marie-Georges Picquart (1854–1914), General und Verteidigungsminister
- Gabriel Ramanantsoa (1906–1979), Generalstabschef, Premierminister und Präsident von Madagaskar
- Hadsch Ali Razmara (1901–1951), Premierminister des Iran
- Louis Rivet (1883–1958), General und Geheimdienstchef
- Philippe Truttmann (1934–2007)
- Heinz Weil (1913–1998), Widerstandskämpfer, Fremdenlegionär, Landgerichtspräsident
- Maxime Weygand (1867–1965)
- Saye Zerbo (1932–2013), Staats- und Regierungschef von Obervolta, dem heutigen Burkina Faso

## Studienjahrgänge und ihre Bezeichnung
Jeder Jahrgang trägt einen Namen, oft den eines berühmten Offiziers.
- N°206 2019–2022 Capitaine Anjot

- N°205 2018–2021 Compagnon de la Libération
- N°204 2017–2020 Général Fourcade
- N°203 2016–2019 Général Loustaunau-Lacau
- N°202 2015–2018 Général Saint-Hillier
- N°201 2014–2017 Chef d'escadrons de Neuchèze
- N°200 2013–2016 Capitaine Hervouët
- N°199 2012–2015 des lieutenants Thomazo
- N°198 2011–2014 de Castelnau
- N°197 2010–2013 Chef de Bataillon Bulle
- N°196 2009–2012 Capitaine de Cacqueray
- N°195 2008–2011 Chef d’escadron Francoville
- N°194 2007–2010 Lieutenant De Loisy
- N°193 2006–2009 Chef de bataillon Segrétain
- N°192 2005–2008 Capitaine Beaumont
- N°191 2004–2007 Lieutenant Brunbrouck
- N°190 2003–2006 Général Simon
- N°189 2002–2005 Général de Galbert
- N°188 2001–2004 Général Vanbremeersch
- N°187 2000–2003 Général Béthouart
- N°186 1999–2002 du Bicentenaire de Saint–Cyr
- N°185 1998–2001 Chef d’escadrons Raffali
- N°184 1997–2000 de la France Combattante
- N°183 1996–1999 Général Lalande
- N°182 1995–1998 Colonel Cazeilles
- N°181 1994–1997 Commandant Morin
- N°180 1993–1996 Maréchal Lannes
- N°179 1992–1995 Capitaine Stéphane
- N°178 1991–1994 Chef de bataillon de Cointet
- N°177 1990–1993 Général Guillaume
- N°176 1989–1992 Capitaine Hamacek
- N°175 1988–1991 Général Delestraint
- N°174 1987–1990 Lieutenant Tom Morel
- N°173 1986–1989 Général Calliès
- N°172 1985–1988 Cadets de la France libre
- N°171 1984–1987 Général Monclar
- N°170 1983–1986 Lieutenant-Colonel Gaucher
- N°169 1982–1985 Général de Monsabert
- N°168 1981–1983 Grande Armée
- N°167 1980–1982 Montcalm
- N°166 1979–1981 Général Lasalle
- N°165 1978–1980 Général Rollet
- N°164 1977–1979 Maréchal Davout
- N°163 1976–1978 Capitaine de Cathelineau
- N°162 1975–1977 Capitaine Guillemot
- N°161 1974–1976 Lieutenant Darthenay
- N°160 1973–1975 Maréchal de Turenne
- N°159 1972–1974 de Linarès
- N°158 1971–1973 Capitaine Danjou
- N°157 1970–1972 Général de Gaulle
- N°156 1969–1971 Général Gilles
- N°155 1968–1970 Souvenir de Napoléon
- N°154 1967–1969 Brunet de Sairigné
- N°153 1966–1968 Maréchal Juin
- N°152 1965–1967 Lieutenant-Colonel Driant
- N°151 1964–1966 Corse et Provence
- N°150 1963–1965 Serment de 1914
- N°149 1962–1964 Centenaire de Camerone
- N°148 1961–1963 Bataille de Bir Hakeim
- N°147 1960–1962 Vercors
- N°146 1959–1961 Colonel Jean-Pierre
- N°145 1958–1960 Maréchal Bugeaud
- N°144 1957–1959 Terre d’Afrique
- N°143 1956–1958 Général Laperrine
- N°142 1955–1957 Franchet d’Esperey
- N°141 1954–1956 Lieutenant-Colonel Amilakvari
- N°140 1953–1955 Ceux de Điện Biên Phủ
- N°139 1952–1954 Union française
- N°138 1951–1953 Maréchal de Lattre
- N°137 1950–1952 Extrême–Orient
- N°136 1949–1951 Garigliano
- N°135 1948–1950 Général Aubert Frère
- N°134 1947–1949 Rhin et Danube
- N°133 1946–1948 Général Leclerc
- N°132 1945–1947 Nouveau Bahut
- N°131 1944 Rome et Strasbourg
- N°130 1943 Veille au Drapeau
- N°129 juin 1944
- N°129 déce 1943 Corse et Savoie
- N°129 juin 1943 Fezzan-Tunisie
- N°129 déce 1942 Bir-Hakeim
- N°129 juin 1942 Libération
- N°129 1942 Croix de Provence
- N°128 1941–1942 Charles de Foucauld
- N°127 1940–1942 Maréchal Pétain
- N°126 1939–1940 Amitié Franco-Britannique
- N°125 1938–1939 de la Plus Grande France
- N°124 1937–1939 Marne et Verdun
- N°123 1936–1938 du Soldat Inconnu
- N°122 1935–1937 du Maréchal Lyautey
- N°121 1934–1936 du Roi Alexandre 1er
- N°120 1933–1935 du Roi Albert 1er
- N°119 1932–1934 de Bournazel
- N°118 1931–1933 du Tafilalet
- N°117 1930–1932 Joseph Joffre
- N°116 1929–1931 Mangin
- N°115 1928–1930 du Maréchal Foch
- N°114 1927–1929 du Maréchal Gallieni
- N°113 1926–1928 du Sous-Lieutenant Pol Lapeyre
- N°112 1925–1927 du Maroc et Syrie
- N°111 1924–1926 du Rif
- N°110 1923–1925 du Chevalier Bayard
- N°109 1922–1924 de Metz et Strasbourg
- N°108 1921–1923 du Souvenir
- N°107 1920–1922 de la Devise du Drapeau
- N°106 1920–1921 de la Dernière de la Grande Guerre
- N°105 1919–1921 de la Garde du Rhin
- N°104 1919–1920 des Croix de guerre
- N°103 1918–1920 de la Victoire
- N°102 1917–1918 de Sainte Odile et de La Fayette
- N°101
- N°100 1916–1917 des Drapeaux et de l’Amitié Américaine
- N°990 1914 de la Grande Revanche
- N°980 1913–1914 de la Croix du Drapeau
- N°970 1912–1914 de Montmirail
- N°960 1911–1914 des Marie-Louise
- N°950 1910–1913 de la Moskova
- N°940 1909–1912 de Fès
- N°930 1908–1911 de Mauritanie
- N°920 1907–1910 du Maroc
- N°910 1906–1909 du Centenaire
- N°900 1905–1907 la Dernière du Vieux Bahut
- N°890 1904–1906 du Centenaire d’Austerlitz
- N°880 1903–1905 de la Tour d’Auvergne
- N°870 1902–1904 du Sud–Oranais
- N°860 1901–1903 du centenaire de la Légion d'Honneur
- N°850 1900–1902 du Tchad
- N°840 1899–1901 d’In Salah
- N°830 1898–1900 Marchand
- N°820 1897–1899 de Bourbakie
- N°810 1896–1898 la Première des Grandes Manœuvres
- N°800 1895–1897 de Tananarive
- N°790 1894–1896 d’Alexandre III
- N°780 1893–1895 de Jeanne d’Arc
- N°770 1892–1894 du Siam
- N°760 1891–1893 du Soudan
- N°750 1890–1892 de Cronstadt
- N°740 1889–1891 du Dahomé
- N°730 1888–1890 du Grand Triomphe
- N°720 1887–1889 de Tombouctou
- N°710 1886–1888 de Châlons
- N°700 1885–1887 de l’Annam
- N°690 1884–1886 de Foutchéou
- N°680 1883–1885 de Madagascar
- N°670 1882–1884 des Pavillons Noirs
- N°660 1881–1883 d’Égypte
- N°650 1880–1882 des Kroumirs
- N°640 1879–1881 des Drapeaux
- N°630 1878–1880 des Zoulous
- N°620 1877–1879 de Novi-Bazar
- N°610 1876–1878 de Plewna
- N°600 1875–1877 Dernière de Wagram
- N°590 1874–1876 la Grande Promotion
- N°580 1873–1875 de l’Archiduc Albert
- N°570 1872–1874 du Shah
- N°560 1872–1873 d’Alsace-Lorraine
- N°550 1870–1872 de la Revanche
- N°540 1869–1871 du0 14 août0 1870
- N°530 1868–1870 de Sues
- N°520 1867–1869 de Mentana
- N°510 1866–1868 de Sultan
- N°500 1865–1867 de Vénétie
- N°490 1864–1866 d’Oajaca
- N°480 1863–1865 du Danemark
- N°470 1862–1864 de Puebla
- N°460 1861–1863 du Mexique
- N°450 1860–1862 du Céleste Empire
- N°440 1859–1861 de Nice et Savoie
- N°430 1858–1860 de l’Solférino
- N°420 1857–1859 de l’Indoustan
- N°410 1856–1858 de Djurjurah
- N°400 1857–1858 de Prince Impérial
- N°390 1855–1856 de Sébastopol
- N°380 1854–1856 de Crimée
- N°370 1853–1855 de Turquie
- N°360 1852–1854 de l’Empire
- N°350 1851–1853 de l’Aigle
- N°340 1850–1852 de Kabylie
- N°330 1849–1851 de Zaatcha
- N°320 1848–1850 de Hongrie
- N°310 1847–1849 de la République
- N°300 1846–1848 d’Italie
- N°290 1845–1847 d’Ibrahim
- N°280 1844–1846 de Djemmah
- N°270 1843–1845 d’Isly
- N°260 1842–1844 du Tremblement
- N°250 1841–1843 d’Orient
- N°240 1841–1843 de la Nécessité
- N°230 1840–1842 des Cendres
- N°220 1839–1841 de Mazagran
- N°210 1838–1840 de l’An Quarante
- N°200 1837–1839 de Constantine
- N°190 1836–1838 de l’Obélisque
- N°180 1835–1837 de la Comète
- N°170 1834–1836
- N°160 1833–1835
- N°150 1832–1834
- N°140 1831–1833
- N°130 1830–1832 du Firmament
- N°120 1829–1831
- N°110 1828–1830
- N°100 1827–1829
- N°900 1826–1828
- N°800 1825–1827
- N°700 1824–1826
- N°600 1823–1825
- N°500 1822–1824
- N°400 1821–1823
- N°300 1820–1822
- N°200 1819–1821
- N°100 1818–1820

## Schulpartnerschaften
Derzeit besteht eine Partnerschaft mit der Bundeshandelsakademie für Führung und Sicherheit an der Theresianischen Militärakademie in Wiener Neustadt (Österreich).